# دريد كشمولة
دريد محمد كشمولة (1943-2024)، هو سياسي وبرلماني عراقي من مدينة الموصل.
لعائلته دور مهم في السياسة في مدينه الموصل حيث شاركوا في ثورة الشواف وخسروا سبعة من أبناء عائلتهم على أيدي الشيوعيين الذين كان يحكمون حينها. سلك دريد الطريق العسكري ووصل إلى رتبة عقيد حين صدر قرار عام 1985 بأن من لا ينتمي إلى حزب البعث لا يمكنه البقاء في الجيش فآثر الاستقالة على الانتماء إلى الحزب الحاكم حينها. أُعدم أخوه ليث عام 1978 على أيدي الحكومة العراقية وقتل أخيه زهير وابن أخيه علي وابنه ليث بين عامي 2004 و2006.
تسلم منصب محافظ نينوى، بعد أن اغتيل المحافظ أسامة كشمولة (وهو ابن عمه)، في الفترة ما بين سنتي 2004 إلى 2009. وشغل منصب نائب في البرلمان العراقي في الفترة ما بين سنتي 2009 و2013.